# Guìchí Qū
Guìchí Qū o distrito de Guìchí es una localidad de la ciudad-prefectura de Chizhou en la provincia de Anhui, República Popular China, con una población censada en noviembre de 2010 de 595 268 habitantes.
Se encuentra situada al suroeste de la provincia, cerca del río Yangtsé y de la frontera con la provincia de Hubei.